# Urophycis floridana
Urophycis floridana is een  straalvinnige vissensoort uit de familie van Oost-Atlantische gaffelkabeljauwen (Phycidae). De wetenschappelijke naam van de soort is voor het eerst geldig gepubliceerd in 1884 door Bean & Dresel.